# ※AKB調べ
『※AKB調べ』（エーケービーしらべ）は、2014年10月16日から2015年3月26日まで毎週木曜0時10分 - 0時35分（水曜深夜）にフジテレビ系列で放送されていたバラエティ番組。

## 概要
いつも「選ばれる」側の存在であるAKB48グループのメンバー240人が毎回、「イマドキ」なテーマに基づいてランキングを作成するマーケティングバラエティー番組。MCは指原莉乃（HKT48）と土田晃之が担当する。本番組開始前の仮タイトルは『AKBマーケティング!』（エーケービーマーケティング）であった。

## 出演者
MC
- 指原莉乃（HKT48）
- 土田晃之

レギュラー
- AKB48グループ（AKB48・SKE48・NMB48・HKT48）メンバー

## 放送日程
| 回 | 放送日時        | スタジオ出演メンバー                               | ランキングテーマ                                                            | ランキングNo.1                       | ゲスト他                                            | 備考                    |
| -- | --------------- | -------------------------------------------------- | --------------------------------------------------------------------------- | ------------------------------------ | --------------------------------------------------- | ----------------------- |
| 1  | 2014年 10月16日 | 小笠原茉由、名取稚菜 峯岸みなみ、横山由依          | AKB240人がAKBの中から選んだ “うっとり美乳”No.1                              | 上西恵（NMB48）                      | 熊田曜子                                            |                         |
| 2  | 10月23日        | 北原里英、中村麻里子 峯岸みなみ、横山由依          | AKB240人が生で聴いてシビレた! 歌が上手いと思った歌手ランキング              | 西野カナ                             | 井森美幸 VTR出演：DJ KOO                            |                         |
| 3  | 10月30日        | 柏木由紀、川本紗矢 島田晴香、中西智代梨            | AKB240人が見ていた 密かにドキドキ!身近なイケメンスタッフNo.1                | 芝智也 （SKE48劇場支配人研究生）     | 大久保佳代子 VTR出演：狩野英孝                      |                         |
| 4  | 11月6日         | 小笠原茉由、柏木由紀 島田晴香、中西智代梨          | 本当にイケメンが多いのはどっちだ!? イケメン早慶戦                           | 慶應義塾大学                         | 島崎和歌子                                          |                         |
| 5  | 11月13日        | 小笠原茉由、柏木由紀 島田晴香、中西智代梨          | AKB231人がひそかに思う! 正直 AKBにいなくて良かった現役アイドル              | 橋本環奈 （Rev. from DVL）           | 鈴木亜美 VTR出演：神奈月                            |                         |
| 6  | 11月20日        | 北原里英、小石公美子 小嶋真子、中西優香 鈴木優民   | この子ガサツなんですけど! プライベートヨゴレアイドル一斉調査!!              | 谷真理佳（SKE48）                    | 千秋                                                |                         |
| 7  | 11月27日        | 北原里英、小嶋真子 田野優花、中西優香              | ザ・SKEフィクション アイドルが初めて脱ぐ日…                                 | -                                    | 熊田曜子                                            | [ 注釈 5 ]              |
| 8  | 12月4日         | 加藤玲奈、西野未姫 峯岸みなみ、向井地美音          | AKB240人に聞いた!思わずほおずりしたくなる ごっくん美脚ランキング            | 指原莉乃（HKT48）                    | 神田うの                                            |                         |
| 9  | 12月11日        | 市川美織、西野未姫 峯岸みなみ、向井地美音          | ガサツアイドルNo.1 谷真理佳（SKE48） 大掃除プロジェクト                     | -                                    | 千秋                                                | [ 注釈 6 ]              |
| 10 | 12月18日        | 小笠原茉由、北原里英 田島芽瑠、中西智代梨          | ちょっとやりすぎじゃね? AKBオーバーリアクションランキング                   | 西野未姫（AKB48）                    | 井森美幸                                            | [ 注釈 7 ]              |
| 11 | 2015年 1月8日   | 今夜は総集編&未公開スペシャル!                     | 今夜は総集編&未公開スペシャル!                                              | 今夜は総集編&未公開スペシャル!       | -                                                   |                         |
| 12 | 1月15日         | 小笠原茉由、北原里英 田島芽瑠、中西智代梨          | 思わず引いてしまう 字が一番汚いAKBメンバーは誰だ?                           | 田島芽瑠（HKT48）                    | 坂下千里子 VTR出演：山﨑夕貴、 高橋史、芳田マサヒロ |                         |
| 13 | 1月22日         | 市川美織、加藤玲奈 峯岸みなみ、向井地美音          | 新宿2丁目に隠れている もったいないイケメンNO.1(ゲイ差別)                    | さつき                               | バービー                                            | [ 注釈 11 ]             |
| 14 | 1月29日         | 内田眞由美、上西恵 田島芽瑠、中西智代梨 藤田奈那   | 改めて見るとゾクゾクするね! AKBへそ美人ランキング                           | 上西恵（NMB48）                      | いとうあさこ                                        |                         |
| 15 | 2月5日          | 柏木由紀、小嶋菜月 島田晴香、中西智代梨 武藤十夢   | 思わずキスしたくなる ぷるるんリップなメンバー                               | 小嶋陽菜（AKB48）                    | 井上和香                                            |                         |
| 16 | 2月19日         | 大場美奈、柏木由紀 中西智代梨、武藤十夢            | テッペンを目指せ! AKBケンカ最強メンバー調査AKBケンカ最強決定戦!             | 島田晴香（AKB48）斉藤真木子（SKE48） | 国生さゆり                                          | [ 注釈 12 ] [ 注釈 13 ] |
| 17 | 2月26日         | 大場美奈、柏木由紀 島田晴香、中西智代梨            | 世界に羽ばたけ! AKBガチオタセブン                                           | 三田麻央（NMB48）                    | 篠原ともえ                                          |                         |
| 18 | 3月5日          | 大川莉央、大島涼花 高橋朱里、中西智代梨            | 実際に嗅いでみたら いい匂いだった!AKBメンバー                               | 高橋みなみ（AKB48）                  | バービー                                            | [ 注釈 14 ]             |
| 19 | 3月12日         | 大家志津香、大和田南那 高橋朱里、中西智代梨        | 何をされても絶対怒らない! AKB仏セブン                                       | 古川愛李（SKE48）                    | 千秋 VTR出演：長州小力                              | [ 注釈 15 ]             |
| 20 | 3月19日         | 小笠原茉由、小嶋真子 高橋朱里、中西智代梨          | 20年後芸能界に生き残ってそうなメンバー20年後の芸能界で生き残れるか運だめし! | 指原莉乃（HKT48）大家志津香（AKB48） | 井森美幸                                            | [ 注釈 16 ]             |
| 21 | 3月26日         | 小笠原茉由、小嶋真子 島田晴香、高橋朱里 中西智代梨 | 思わずくぎづけ! AKBメロメロヒップNo.1                                       | 渡辺麻友（AKB48）                    | 熊田曜子                                            | [ 注釈 17 ]             |

### 放送休止
- 2014年12月25日 - 「4夜連続ドラマスペシャル・恋の合宿免許っ!」放送のため。
- 2015年1月1日 - 「2014→2015 ツキたい人グランプリ〜ゆく年つく年〜」放送のため。
- 2015年2月12日 - 『テラスハウス、カムバック・・・映画公開記念4夜連続SP!』放送のため。

## スタッフ
- 企画:秋元康
- ナレーター:小桜エツコ
- 構成:樅野太紀、大井洋一、酒井義文、長谷川優
- TP:児玉洋
- SW:藤本敏行
- CAM:遠藤俊洋
- AUD:小清水健治
- VE:高木稔
- 照明:小熊豊
- 美術P:三竹寛典、平岡慶大
- デザイン:邨山直也
- 美術進行:西嶋友里
- 大道具:浅見大
- 大道具操作:西田武史
- アクリル装飾:稲垣雄二
- 電飾:門間誠
- 編集:奥山修、吉田裕樹、鈴木朋子
- MA:民幸之助
- 音響効果:松長芳樹
- TK:碓井香都子
- CGプロデューサー:久保田幸
- CG:鈴木鉄平
- CGデザイン:杉原有紀
- 技術協力:ニユーテレス、fmt、Ricefield、IMAGICA、Digital Circus
- 美術協力:フジアール
- 衣装協力:Kent House、MARIOS LEFT TANKER
- 広報:佐藤未郷
- デスク:古賀美由紀、弦牧和子
- 制作協力:FCC
- AD:鈴木綾
- 協力プロデューサー:夏野亮、南條祐紀
- 制作プロデューサー:川島典子
- ディレクター:池田哲也、中嶋亮介、板垣忠彦、白川誠、桶屋信次、高木裕太
- 演出:堀川香奈
- プロデューサー:金井尚史、織田実
- チーフプロデューサー:濱野貴敏
- 制作:フジテレビバラエティ制作センター
- 制作著作:フジテレビ

## ネット局
| 放送対象地域   | 放送局             | 系列           | 放送期間                       | 放送日時                      | 遅れ日数   |
| -------------- | ------------------ | -------------- | ------------------------------ | ----------------------------- | ---------- |
| 関東広域圏     | フジテレビ         | フジテレビ系列 | 2014年10月16日 - 2015年3月26日 | 木曜 0:10 - 0:35 （水曜深夜） | 制作局     |
| 北海道         | 北海道文化放送     | フジテレビ系列 | 2014年10月16日 - 2015年3月26日 | 木曜 0:10 - 0:35 （水曜深夜） | 同時ネット |
| 岩手県         | 岩手めんこいテレビ | フジテレビ系列 | 2014年10月16日 - 2015年3月26日 | 木曜 0:10 - 0:35 （水曜深夜） | 同時ネット |
| 宮城県         | 仙台放送           | フジテレビ系列 | 2014年10月16日 - 2015年3月26日 | 木曜 0:10 - 0:35 （水曜深夜） | 同時ネット |
| 秋田県         | 秋田テレビ         | フジテレビ系列 | 2014年10月16日 - 2015年3月26日 | 木曜 0:10 - 0:35 （水曜深夜） | 同時ネット |
| 山形県         | さくらんぼテレビ   | フジテレビ系列 | 2014年10月16日 - 2015年3月26日 | 木曜 0:10 - 0:35 （水曜深夜） | 同時ネット |
| 福島県         | 福島テレビ         | フジテレビ系列 | 2014年10月16日 - 2015年3月26日 | 木曜 0:10 - 0:35 （水曜深夜） | 同時ネット |
| 新潟県         | 新潟総合テレビ     | フジテレビ系列 | 2014年10月16日 - 2015年3月26日 | 木曜 0:10 - 0:35 （水曜深夜） | 同時ネット |
| 富山県         | 富山テレビ         | フジテレビ系列 | 2014年10月16日 - 2015年3月26日 | 木曜 0:10 - 0:35 （水曜深夜） | 同時ネット |
| 石川県         | 石川テレビ         | フジテレビ系列 | 2014年10月16日 - 2015年3月26日 | 木曜 0:10 - 0:35 （水曜深夜） | 同時ネット |
| 福井県         | 福井テレビ         | フジテレビ系列 | 2014年10月16日 - 2015年3月26日 | 木曜 0:10 - 0:35 （水曜深夜） | 同時ネット |
| 長野県         | 長野放送           | フジテレビ系列 | 2014年10月16日 - 2015年3月26日 | 木曜 0:10 - 0:35 （水曜深夜） | 同時ネット |
| 静岡県         | テレビ静岡         | フジテレビ系列 | 2014年10月16日 - 2015年3月26日 | 木曜 0:10 - 0:35 （水曜深夜） | 同時ネット |
| 中京広域圏     | 東海テレビ         | フジテレビ系列 | 2014年10月16日 - 2015年3月26日 | 木曜 0:10 - 0:35 （水曜深夜） | 同時ネット |
| 近畿広域圏     | 関西テレビ         | フジテレビ系列 | 2014年10月16日 - 2015年3月26日 | 木曜 0:10 - 0:35 （水曜深夜） | 同時ネット |
| 島根県・鳥取県 | 山陰中央テレビ     | フジテレビ系列 | 2014年10月16日 - 2015年3月26日 | 木曜 0:10 - 0:35 （水曜深夜） | 同時ネット |
| 岡山県・香川県 | 岡山放送           | フジテレビ系列 | 2014年10月16日 - 2015年3月26日 | 木曜 0:10 - 0:35 （水曜深夜） | 同時ネット |
| 広島県         | テレビ新広島       | フジテレビ系列 | 2014年10月16日 - 2015年3月26日 | 木曜 0:10 - 0:35 （水曜深夜） | 同時ネット |
| 愛媛県         | テレビ愛媛         | フジテレビ系列 | 2014年10月16日 - 2015年3月26日 | 木曜 0:10 - 0:35 （水曜深夜） | 同時ネット |
| 高知県         | 高知さんさんテレビ | フジテレビ系列 | 2014年10月16日 - 2015年3月26日 | 木曜 0:10 - 0:35 （水曜深夜） | 同時ネット |
| 福岡県         | テレビ西日本       | フジテレビ系列 | 2014年10月16日 - 2015年3月26日 | 木曜 0:10 - 0:35 （水曜深夜） | 同時ネット |
| 佐賀県         | サガテレビ         | フジテレビ系列 | 2014年10月16日 - 2015年3月26日 | 木曜 0:10 - 0:35 （水曜深夜） | 同時ネット |
| 長崎県         | テレビ長崎         | フジテレビ系列 | 2014年10月16日 - 2015年3月26日 | 木曜 0:10 - 0:35 （水曜深夜） | 同時ネット |
| 熊本県         | テレビくまもと     | フジテレビ系列 | 2014年10月16日 - 2015年3月26日 | 木曜 0:10 - 0:35 （水曜深夜） | 同時ネット |
| 鹿児島県       | 鹿児島テレビ       | フジテレビ系列 | 2014年10月16日 - 2015年3月26日 | 木曜 0:10 - 0:35 （水曜深夜） | 同時ネット |
| 沖縄県         | 沖縄テレビ         | フジテレビ系列 | 2014年10月16日 - 2015年3月26日 | 木曜 0:10 - 0:35 （水曜深夜） | 同時ネット |